# Rutinose
Le rutinose est un diholoside constitué d'une unité de rhamnose lié à une unité de glucose par une liaison osidique α(1→6).

## Caractéristiques
La formule chimique du rutinose est C12H22O10 et son poids moléculaire de 326,30g/mol. C'est un solide blanc hygroscopique qui fond à 190,5 °C.
Le rutinose est présent dans des hétérosides appelés rutinosides, en particulier en association avec des flavonoïdes : hespéridine, rutoside (rutine)...
Le rutinose est synthétisé à partir de la rutoside par hydrolyse enzymatique (rhamnosidase).